# Pëtr Aven
Pëtr Olegovič Aven (in russo Пëтр Олегович Авен?; Mosca, 16 marzo 1955) è un banchiere e politico russo, ha guidato Alfa-Bank, la maggiore banca commerciale privata russa, fino al marzo 2022, quando si è dimesso dal consiglio direttivo e contemporaneamente da LetterOne Group dopo le sanzioni dell'Unione europea per l'invasione dell'Ucraina da parte della Russia. 
Aven fa parte del circolo ristretto attorno al presidente Vladimir Putin.
È uno dei molti oligarchi russi nominati nel "Countering America's Adversaries Through Sanctions Act" (CAATSA). Dopo l'invasione dell'Ucraina, Aven ha criticato le sanzioni imposte definendole "infondate". 
Secondo Forbes è considerato nel 2022 tra i più ricchi della Russia e al 529º posto al mondo con un patrimonio stimato in 4,4 miliardi di
dollari.

## Biografia
Aven è nato a Mosca, suo padre, Oleg Aven (in russo Олег Иванович Авен?), professore d'informatica, era per metà lettone e per metà russo, e sua madre proveniva da una famiglia ebrea. Suo nonno paterno Janis Aven o Jānis Avens era un fuciliere lettone.
Pëtr Aven si è laureato presso l'Università Statale di Mosca nel 1977 e ha conseguito un dottorato di ricerca in economia nel 1980.
Dopo la laurea, Aven è stato ricercatore al All-Union Institute for Systems Studies presso l'Accademia delle scienze dell'URSS e poi ha trascorso del tempo presso l'International Institute for Applied Systems Analysis di Laxenburg, in Austria (1989-1991).

### Ministro delle relazioni economiche
Per quanto riguarda la riforma economica russa nei primi anni 1990, lui e altri colleghi riformatori si erano consultati con accademici stranieri per cercare di trovare un nuovo sistema. Quando Boris El'cin divenne presidente, nominò Aven con il compito di rendere il rublo convertibile e trovare una soluzione al debito estero.  Aven divenne ministro delle relazioni economiche estere per la Federazione Russa (1991-1992), servendo come rappresentante della Russia presso il Gruppo dei Sette e conducendo una serie di missioni commerciali ed economiche di alto livello nelle capitali occidentali. Dopo aver lasciato il governo nel dicembre 1992, Aven divenne consigliere del presidente del JSC "LogoVAZ" Boris Berezovskij e rimase in questo posto fino alla fine del 1993. Nel 1993 si è unito al movimento Scelta Russa ed è stato candidato alla Duma di Stato.
Nell'ottobre 1994, Aven ha incontrato Michail Fridman del Gruppo Alfa e presto è diventato un azionista di Alfa-Bank entrando nel consiglio di sorveglianza del Consorzio del Gruppo Alfa. Dal 1994 al giugno 2011 è stato presidente di Alfa-Bank Russia. Attualmente Aven è membro del consiglio di amministrazione e presidente del consiglio di amministrazione di ABH Holdings SA; Aven è anche presidente del consiglio di amministrazione di AlfaStrakhovanie Group, co-presidente del consiglio di amministrazione di CTC Media Inc. Nel 2012 il Gruppo Alfa insieme a Viktor Vekselberg del Gruppo Renova e Leonard Blavatnik di Access Industries ha venduto la sua partecipazione complessiva del 50% in TNK-BP alla società statale Rosneft per 28 miliardi di dollari. 

### LetterOne
Nel 2013, Aven è entrato a far parte del Consiglio di LetterOne, un'azienda di investimento internazionale fondata da Michail Fridman e focalizzata sui settori delle telecomunicazioni, della tecnologia e dell'energia. Il Gruppo L1 possiede società – e ha partecipazioni in società – con attività in 32 paesi nel mondo.
LetterOne ha acquisito attività dall'azienda di servizi pubblici tedesca E. ON nell'ottobre 2015, in un accordo del valore di 1,6 miliardi di dollari, che ha visto il gruppo con sede in Lussemburgo ottenere risorse petrolifere e di gas norvegesi. Nel mese successivo, LetterOne ha anche annunciato l'intenzione di trattare con la società di telecomunicazioni brasiliana Oi SA e di rafforzare la propria presenza nel settore della telefonia mobile in Brasile. 
Nel 2015 Pëtr Aven e Al'fred Koch hanno pubblicato Gaidar's Revolution: The Inside Account of the Economic Transformation of Russia, attingendo alla loro esperienza del governo russo e dell'ex primo ministro dell'Economia, Egor Gajdar. Nella recensione del libro, John Lloyd del Financial Times lo definì "uno studio illuminante sui riformatori che cercarono di rilanciare l'economia post-sovietica della Russia".

### Sanzioni per la guerra in Ucraina
Il 28 febbraio 2022 l'Unione Europea ha inserito Aven nella lista nera degli oligarchi russi tutti i suoi beni sono stati congelati in relazione all'invasione russa dell'Ucraina nel 2022.
Il 9 aprile 2022, il Ministero della cultura francese ha sequestrato un dipinto di Pëtr Končalovskij di proprietà di Pëtr Aven, "Autoritratto" (1910), nell'ambito delle sanzioni personali imposte ad Aven sempre in relazione all'invasione russa dell'Ucraina. La tela aveva fatto parte della mostra "Icônes de l'Art Russe" della collezione di opere d'arte dei fratelli Morozov alla Fondation Louis Vuitton a Parigi.
Aven è oggetto di un'indagine nel Regno Unito sulla possibile elusione delle sanzioni, con trasferimenti per un totale di 3 milioni di sterline dall'Austria nel febbraio 2022. Tre mesi più tardi, nel maggio 2022, la casa di Aven è stata perquisita da agenti della National Crime Agency. Tuttavia, il team legale di Aven ha ottenuto una sorta di vittoria nel luglio 2022, quando un giudice ha stabilito che alcuni dei conti utilizzati per finanziare le spese per la villa londinese di Aven potevano essere sbloccati.